# Бразильский союз
Бразильский союз (порт. União Brasil) — либерально-консервативная политическая партия в Бразилии. Партия была основана 6 октября 2021 года в результате слияния Демократов (ДЕМ) и Социал-либеральной партии. Результатом слияния стала крупнейшая партия в Бразилии, и оно было одобрено Высшим избирательным судом Бразилии 8 февраля 2022 года.
Партия, как правило, расколота на оппозицию Жаиру Болсонару и чаще всего выступает против политики Луиса Инасиу Лулы да Силвы, выдвигающего Сорайю Тронике на пост президента на всеобщих выборах в Бразилии в 2022 году. В 2022 году сообщалось, что партия ведет переговоры с Прогрессистами о формировании крупнейшего блока в Конгрессе, формируя партию, которая могла бы диктовать президентскую политику. Партия заключила союзы как с Либеральной партией Болсонару, как на выборах губернатора Сеары в 2022 году, так и выборочно с Партией трудящихся, как с Фернанду Аддадом на выборах губернатора Сан-Паулу в 2022 году.